# Chorebus oltenicus
Chorebus oltenicus är en stekelart som först beskrevs av Burghele 1960.  Chorebus oltenicus ingår i släktet Chorebus och familjen bracksteklar. Inga underarter finns listade i Catalogue of Life.